# Johann Christian Helck
Johann Christian Helck (antes de 1751 – Varsóvia, 1770) foi um matemático alemão, autor de uma coleção de fábulas.
Em 1751 publicou uma coleção de fábulas, dedicada a Maria Amalia von Mniszchow, duquesa de Brühl. Helck foi de 1762 a 1766 subreitor e professor de matemática em Bautzen. Foi professor de moral Kadettenkorps Dresden. Obteve uma cátedra na Ritterakademie de Varsóvia.

## Obras
- Erklärung der Sonnen- und Mondfinsternißen, für diejenige, welche in der Mathematik nicht geübt sind. Harpeter,[2] Dresden 1748.
- Gespräche von den Sonnen- und Mondfinsternißen. Harpeter, Dresden und Leipzig 1753.
- Fabeln. Harpeter, Dreßden und Leipzig 1751 (Vermehrte und verbeßerte Auflage, 1755).
- Kurze Nachricht vom Getreide und Brode. Zu Anhörung der Naturhistorie lädet die Liebhaber derselben ... ein Johann Christian Helck, Subrector und Lehrer der Mathematik. Christian Scholtzen,[3] Budißin 1763.
- Von der Kreide. Zu Anhörung der Naturhistorie werden die Liebhaber derselben ... eingeladen von Johann Christian Helck, Subrect. und Lehrer der Mathem. Christian Scholtzen, Budißin 1764.